# مرگ و سوار پادشاه
مرگ و سوار پادشاه (به انگلیسی: Death and king's horseman) یک نمایشنامه از وله سوینکا نویسنده، شاعر، نمایشنامه‌نویس و فعال سیاسی اهل نیجریه است.
این نمایشنامه که بر اساس حوادث واقعی نوشته شده است، به تفاوت فرهنگی مردمان بومی آفریقا با استعمارگران در مقوله مرگ و زندگی میپردازد که با دخالت بی مورد استعمارگران به فاجعه می‌انجامد.
در این نمایشنامه پس از مرگ پادشاه یک قوم، سوار او باید طبق رسوم قبیله خودکشی کند تا روح هر دو به آرامش برسد، اما این مسئله با دخالت افسر مستعمری انگلیس که این عمل را گناهی نابخشودنی می‌داند به فاجعه می‌انجامد. علاوه بر مداخله انگلیس ، سویینکا سرزنش خود اسب سوار نسبت به خودکشی را زیر سوال می برد و این مسئله مشکلی را ایجاد می‌کند که تعادل جامعه را از بین می‌برد.

## ترجمه به فارسی
این نمایشنامه در سال ۱۳۹۹ توسط سام ایزدی به فارسی ترجمه شد و توسط نشر افراز به چاپ رسید.